# Coupe Memorial 1940
Navigation
Édition précédente Édition suivante
La finale de l'édition 1940 de la Coupe Memorial est présentée au Shea's Amphitheatre de Winnipeg au Manitoba. Le tournoi est disputé dans une série au meilleur de cinq rencontres entre le vainqueur du trophée George T. Richardson, remis à l'équipe championne de l'est du Canada et le vainqueur de la Coupe Abbott remis au champion de l'ouest du pays.

## Équipes participantes
- Les Generals d'Oshawa de l'Association de hockey de l'Ontario, en tant que vainqueurs du trophée George T. Richardson.
- Les Thistles de Kenora de la Ligue de hockey junior du Manitoba en tant que vainqueurs de la Coupe Abbott.

### Résultats
| Match | Vainqueur          | Résultat | Perdant            | Lieu                           |
| ----- | ------------------ | -------- | ------------------ | ------------------------------ |
| 1     | Generals d'Oshawa  | 1-0      | Thistles de Kenora | Shea's Amphitheatre (Winnipeg) |
| 2     | Generals d'Oshawa  | 4-1      | Thistles de Kenora | Shea's Amphitheatre            |
| 3     | Thistles de Kenora | 4-3      | Generals d'Oshawa  | Shea's Amphitheatre            |
| 4     | Generals d'Oshawa  | 4-2      | Thistles de Kenora | Shea's Amphitheatre            |

## Effectifs
Voici la liste des joueurs des Generals d'Oshawa, équipe championne du tournoi 1940 :
- Entraîneur : Tracy Shaw
- Joueurs : Don Daniels, Frank Eddolls, Jack Hewson, Buddy Hellyer, Nick Knott, Jud McAtee, Norm McAtee, Dinny McManus, Gar Peters, Nig Ritchie, Roy Sawyer, Orville Smith, Doug Turner, Ronnie Wilson et Wally Wilson.